# Eina kommun
Eina kommun (norska: Eina kommune) var en kommun i Oppland fylke i Norge. Kommunen omfattade den södra delen av nuvarande Vestre Totens kommun. Tätorten Eina utgjorde kommunens centralort.

## Administrativ historik
Eina kommun upprättades den 1 januari 1908 genom utbrytning ur Vestre Totens kommun. Kommunen hade 1 173 invånare vid upprättandet.
Den 1 januari 1964 gick kommunen åter upp i Vestre Totens kommun. Kommunens hade då 1 591 invånare.